# Чавушлу
Чавушлу (на турски: Çavuşlu) е село в Източна Тракия, Турция, вилает Одрин. Околия Узункьопрю.

## География
Селото се намира на 30 км южно от Узункьопрю.

## История
В XIX век Чавушлу е село в Узункьоприйска кааза в Одринския вилает на Османската империя. Според „Етнография на вилаетите Адрианопол, Монастир и Салоника“, издадена в Константинопол в 1878 година и отразяваща статистиката на населението от 1873 година, Чаушли (Tchaouchly) има 20 домакинства и 61 жители мюсюлмани.